# الروليت الروسي (أغنية ريانا)
رشن روليت هي أغنية سجلتها المغنية البربادوسية ريانا لألبومها الإستديو الرابع، ريتيد آر (2009). عرضت الأغنية لأول مرة على محطات الإذاعة في جميع أنحاء العالم يوم 20 أكتوبر، 2009، وصدرت كأغنية منفردة أولى من الألبوم يوم 27 أكتوبر، 2009، من خلال تسجيلات ديف جام. الأغنية من كتابة وإنتاج ني-يو، وتشارلز هارمون، وماكيبا ريديك. «رشن روليت» هي أغنية بوب بالاد تحتوي على إيقاعات مظلمة. بشكل غنائي، الأغنية عبارة عن علاقة رومانسية سيئة التي انتهت فجأة؛ أشار نقاد الموسيقى بأن كلمات الأغنية تتكلم عن حادثة العنف التي حدثت بين ريانا وعشيقها السابق كريس براون.

## الأداء التجاري

### أمريكا الشمالية
في الولايات المتحدة، دخلت «رشن روليت» لأول مرة في الرسم البياني الأمريكي بيلبورد هوت 100 المركز مئة يوم 7 نوفمبر، 2009. في الأسبوع التالي، قفزت إلى المركز الخامس والسبعين. في 21 نوفمبر، 2009، الأغنية باعت 132,000 نسخة رقمية وبنفس الوقت بلغت ذروتها في المركز التاسع. أصبحت أغنية ريانا الثانية عشر التي دخلت في المراكز العشرة الأولى مما يجعل ريانا الفنانة الثانية في العقد 2000s التي مع أكثر أغاني دخلت المراكز العشرة الأولى، فقط وراء بيونسي نولز. الأغنية تلقت نجاحاً أكثر على الرسم البياني الأمريكي بيلبورد هوت لأغاني الدانس كلوب؛ دخلت الأغنية لأول مرة في المركز الثالث والثلاثين وارتفعت إلى المركز السادس عشر في الأسبوع الثاني. في الأسبوع الرابع، وصلت إلى المراكز الخمسة الأولى، حيث ارتفعت من المركز الحادي عشر. تصدرت الأغنية هذا الرسم البياني في الأسبوع السابع، يوم 27 فبراير، 2010. الأغنية تمكنت من بلوغ ذروتها في المركز التاسع على الرسم البياني الكندي كندا هوت 100.

### أوقيانوسيا وأوروبا
في نيوزيلندا، دخلت «رشن روليت» لأول مرة المركز التاسع عشر يوم 9 نوفمبر، 2009، وارتفعت إلى المراكز العشرة الأولى في الأسبوع التالي إلى المركز التاسع يوم 14 ديسمبر، 2009. حصلت الأغنية على الشهادة الذهبية من قبل اتحاد صناعة التسجيلات في نيوزيلندا. في أستراليا، دخلت «رشن روليت» لأول مرة في المركز الحادي عشر يوم 16 نوفمبر، 2009. في الأسبوع التالي ارتفعت إلى مركز ذروتها في المركز السابع. حصلت الأغنية على الذهبية من قبل اتحاد صناعة التسجيلات الأسترالية التي تدل على مبيعات وصلت إلى 35,000 نسخة.
في المملكة المتحدة، دخلت «رشن روليت» لأول مرة في المركز السادس يوم 29 نوفمبر، 2009. في الأسبوع التالي، ارتفعت إلى مركز بلوغ ذروتها في المركز الثاني، وبهذا تصبح أغنية ريانا الحادية عشر التي تصل إلى المراكز الخمسة الأولى على هذا الرسم البياني. في الوقت نفسه، بلغت ذروتها في المركز الأول على الرسم البياني البريطاني لأغاني الآر أند بي لمدة ثلاثة أسابيع متتالية. حصلت الأغنية على الشهادة الفضية في المملكة المتحدة يوم 12 فبراير، 2010، بعد بيع 200,000 نسخة. في أماكن أخرى في أوروبا، تمكنت الأغنية من تصدر بعض الرسوم البيانية بما في ذلك النرويج، وسلوفاكيا، وسويسرا، ووصلت إلى المراكز الخمسة الأولى في النمسا، وبلجيكا، وفنلندا، وفرنسا، وألمانيا، والمجر، وأيرلندا، وإسكتلندا، والسويد.

## الجوائز والترشيحات
| السنة | الحفل                                        | البلد المضيف | الفئة               | النتيجة | المصادر |
| ----- | -------------------------------------------- | ------------ | ------------------- | ------- | ------- |
| 2010  | جوائز برافو أوتو                             |              | فيديو السنة         | رُشِّح     | [ 13 ]  |
| 2010  | جوائز إم بي 3 الموسيقية                      |              | أفضل / أنثى / مغنية | رُشِّح     | [ 14 ]  |
| 2010  | جوائز إم تي في للأغاني المصورة اليابانية     |              | أفضل فيديو لأنثى    | رُشِّح     | [ 15 ]  |
| 2010  | جوائز إم تي في بلاتينيوم لأكثر فيديو تم عرضه |              | بلاتينيوم           | فوز     | [ 16 ]  |

## الصيغ وقائمة الأغاني
| تحميل رقمي من متجر آي تيونز 1. «رشن روليت» – 3:48 أسطوانة منفردة من متجر أمازون 1. «رشن روليت» (الإصدار الأصلي) – 3:49 2. «رشن روليت» (اللحن) – 3:48 | ريمكسات رقمية من متجر آي تيونز 1. «رشن روليت» (توني موران أند وارن ريغ راديو مكس) – 4:25 2. «رشن روليت» (تشو فو «بلاك رشن» فكس) [راديو] – 3:48 3. «رشن روليت» (توني موران أند وارن بيغ كلوب ريمكس) – 10:26 4. «رشن روليت» (تشو فو «بلاك رشن» فكس) [إكستينتيد] – 6:01 5. «رشن روليت» (توني موران، وارن ريغ، باوندنغ كلوب ريمكس) – 11:14 6. «رشن روليت» (تشو فو «بلاك رشن» فكس) [داب] – 4:54 7. «رشن روليت» (تشو فو «آسيد» فكس) [ريبرايز داب] – 6:00 |  |

## الرسوم البيانية
| الرسم البياني (2009-2010)                              | المركز | المصادر |
| ------------------------------------------------------ | ------ | ------- |
| أستراليا (ARIA)                                        | 7      | [ 20 ]  |
| النمسا (Ö3 Austria Top 40)                             | 2      | [ 21 ]  |
| بلجيكا (Ultratop 50 Flanders)                          | 5      | [ 22 ]  |
| بلجيكا (Ultratop 50 Wallonia)                          | 3      | [ 23 ]  |
| كندا (Canadian Hot 100)                                | 9      | [ 24 ]  |
| جمهورية التشيك (IFPI)                                  | 1      | [ 25 ]  |
| الدنمارك (Tracklisten)                                 | 6      | [ 26 ]  |
| فنلندا (Suomen virallinen lista)                       | 2      | [ 27 ]  |
| فرنسا (SNEP)                                           | 4      | [ 28 ]  |
| ألمانيا (Media Control Charts)                         | 2      | [ 29 ]  |
| المجر (Rádiós Top 40)                                  | 37     | [ 30 ]  |
| المجر (Single Top 10)                                  | 4      | [ 30 ]  |
| أيرلندا (IRMA)                                         | 5      | [ 31 ]  |
| إيطاليا (FIMI)                                         | 6      | [ 32 ]  |
| لوكسمبورغ (Billboard)                                  | 1      | [ 33 ]  |
| هولندا (Dutch Top 40)                                  | 7      | [ 34 ]  |
| نيوزيلندا (Recorded Music NZ)                          | 9      | [ 35 ]  |
| النرويج (VG-lista)                                     | 1      | [ 36 ]  |
| البرتغال (Billboard)                                   | 1      | [ 37 ]  |
| سلوفاكيا (IFPI)                                        | 1      | [ 38 ]  |
| إسبانيا (PROMUSICAE)                                   | 6      | [ 39 ]  |
| السويد (Sverigetopplistan)                             | 4      | [ 40 ]  |
| سويسرا (Schweizer Hitparade)                           | 1      | [ 41 ]  |
| المملكة المتحدة (The Official Charts Company)          | 2      | [ 42 ]  |
| الولايات المتحدة (Billboard Hot 100)                   | 9      | [ 43 ]  |
| الولايات المتحدة (Billboard Dance Club Songs)          | 1      | [ 44 ]  |
| الولايات المتحدة (Billboard Digital Songs)             | 4      | [ 45 ]  |
| الولايات المتحدة (Billboard Pop Songs)                 | 21     | [ 46 ]  |
| الولايات المتحدة (Billboard R&B/Hip-Hop Airplay)       | 49     | [ 47 ]  |
| الولايات المتحدة (Billboard R&B/Hip-Hop Digital Songs) | 20     | [ 48 ]  |
| الولايات المتحدة (Billboard Hot R&B/Hip-Hop Songs)     | 49     | [ 49 ]  |
| الولايات المتحدة (Billboard Radio Songs)               | 35     | [ 50 ]  |
| الولايات المتحدة (Billboard Rhythmic Songs)            | 22     | [ 51 ]  |
| الولايات المتحدة (Billboard Ringtones)                 | 17     | [ 52 ]  |

| الرسم البياني (2009)                          | المركز | المصادر |
| --------------------------------------------- | ------ | ------- |
| أستراليا (ARIA)                               | 96     | [ 53 ]  |
| النمسا (Ö3 Austria Top 40)                    | 60     | [ 54 ]  |
| بلجيكا (Ultratop 50 Flanders)                 | 97     | [ 55 ]  |
| السويد (Sverigetopplistan)                    | 92     | [ 56 ]  |
| سويسرا (Schweizer Hitparade)                  | 61     | [ 57 ]  |
| المملكة المتحدة (The Official Charts Company) | 72     | [ 58 ]  |

| الرسم البياني (2010)                          | المركز | المصادر |
| --------------------------------------------- | ------ | ------- |
| النمسا (Ö3 Austria Top 40)                    | 46     | [ 59 ]  |
| بلجيكا (Ultratop 50 Flanders)                 | 100    | [ 60 ]  |
| بلجيكا (Ultratop 50 Wallonia)                 | 31     | [ 61 ]  |
| السويد (Sverigetopplistan)                    | 69     | [ 62 ]  |
| سويسرا (Schweizer Hitparade)                  | 33     | [ 63 ]  |
| الولايات المتحدة (Billboard Dance Club Songs) | 49     | [ 64 ]  |

## الشهادات
| الدولة           | المزود             | الشهادات     | المبيعات  | المصادر |
| ---------------- | ------------------ | ------------ | --------- | ------- |
| أستراليا         | (ARIA)             | قولد         | 35,000    | [ 65 ]  |
| الدنمارك         | (IFPI Denmark)     | قولد         | 7,500     | [ 66 ]  |
| إيطاليا          | (FIMI)             | بلاتينيوم    | 30,000    | [ 67 ]  |
| نيوزيلندا        | (RMNZ)             | قولد         | 7,500     | [ 68 ]  |
| سويسرا           | (IFPI Switzerland) | قولد         | 15,000    | [ 69 ]  |
| المملكة المتحدة  | (BPI)              | قولد         | 400,000   | [ 70 ]  |
| الولايات المتحدة | (RIAA)             | 2× بلاتينيوم | 2,000,000 | [ 71 ]  |

## تاريخ الإصدار
| الدولة           | التاريخ         | نوع الإصدار                           | الشركة المنتجة | المصادر             |
| ---------------- | --------------- | ------------------------------------- | -------------- | ------------------- |
| العالم           | 20 أكتوبر، 2009 | العرض الأول على الراديو               | ديف جام        | [ 72 ]              |
| الولايات المتحدة | 27 أكتوبر، 2009 | كونتيمبوراري هيت، ريذمك وآيربان راديو | ديف جام        | [ 73 ] [ 74 ] [ 7 ] |
| أستراليا         | 2 نوفمبر، 2009  | تحميل رقمي                            | ديف جام        | [ 75 ]              |
| الدنمارك         | 2 نوفمبر، 2009  | تحميل رقمي                            | ديف جام        | [ 76 ]              |
| فنلندا           | 2 نوفمبر، 2009  | تحميل رقمي                            | ديف جام        | [ 77 ]              |
| فرنسا            | 2 نوفمبر، 2009  | تحميل رقمي                            | ديف جام        | [ 78 ]              |
| أيرلندا          | 2 نوفمبر، 2009  | تحميل رقمي                            | ديف جام        | [ 79 ]              |
| إيطاليا          | 2 نوفمبر، 2009  | تحميل رقمي                            | ديف جام        | [ 18 ]              |
| اليابان          | 2 نوفمبر، 2009  | تحميل رقمي                            | ديف جام        | [ 80 ]              |
| هولندا           | 2 نوفمبر، 2009  | تحميل رقمي                            | ديف جام        | [ 81 ]              |
| نيوزيلندا        | 2 نوفمبر، 2009  | تحميل رقمي                            | ديف جام        | [ 82 ]              |
| النرويج          | 2 نوفمبر، 2009  | تحميل رقمي                            | ديف جام        | [ 83 ]              |
| البرتغال         | 2 نوفمبر، 2009  | تحميل رقمي                            | ديف جام        | [ 84 ]              |
| إسبانيا          | 2 نوفمبر، 2009  | تحميل رقمي                            | ديف جام        | [ 85 ]              |
| السويد           | 2 نوفمبر، 2009  | تحميل رقمي                            | ديف جام        | [ 2 ]               |
| المملكة المتحدة  | 2 نوفمبر، 2009  | تحميل رقمي                            | ديف جام        | [ 17 ]              |
| ألمانيا          | 13 نوفمبر، 2009 | أسطوانة منفردة                        | يونيفرسال      | [ 84 ]              |
| فرنسا            | 30 نوفمبر، 2009 | أسطوانة منفردة                        | يونيفرسال      | [ 86 ]              |
| الدنمارك         | 14 ديسمبر، 2009 | ريمكسات رقمية                         | ديف جام        | [ 19 ]              |
| فنلندا           | 14 ديسمبر، 2009 | ريمكسات رقمية                         | ديف جام        | [ 87 ]              |
| هولندا           | 14 ديسمبر، 2009 | ريمكسات رقمية                         | ديف جام        | [ 88 ]              |
| النرويج          | 14 ديسمبر، 2009 | ريمكسات رقمية                         | ديف جام        | [ 89 ]              |
| البرتغال         | 14 ديسمبر، 2009 | ريمكسات رقمية                         | ديف جام        | [ 4 ]               |
| إسبانيا          | 14 ديسمبر، 2009 | ريمكسات رقمية                         | ديف جام        | [ 90 ]              |
| السويد           | 14 ديسمبر، 2009 | ريمكسات رقمية                         | ديف جام        | [ 91 ]              |